# 2062
سنة 2062 م(بالأرقام الرومانية: MMLXII) ستكون سنة بسيطة تبدأ يوم الأحد (الرابط يظهر نموذج الجدول الزمني الكامل للسنة) من التقويم الغريغوري. وهي السنة 2062 بعد الميلاد والسنة 62 في الألفية الثالثة والقرن الواحد والعشرون والسنة الثالثة في عقد 2060.

## الأحداث المتوقعة والمقررة
- 11 مارس - كسوف الشمس في 11 مارس 2062
- 10 مايو -  عبور عطارد.[1]
- 3 سبتمبر – كسوف شمس جزئي.[2]
- سيكون في الأرض 2 مليار شخص أعمارهم 60 وما فوق.